# Basilika Unserer Lieben Frau der Barmherzigkeit (Apizaco)

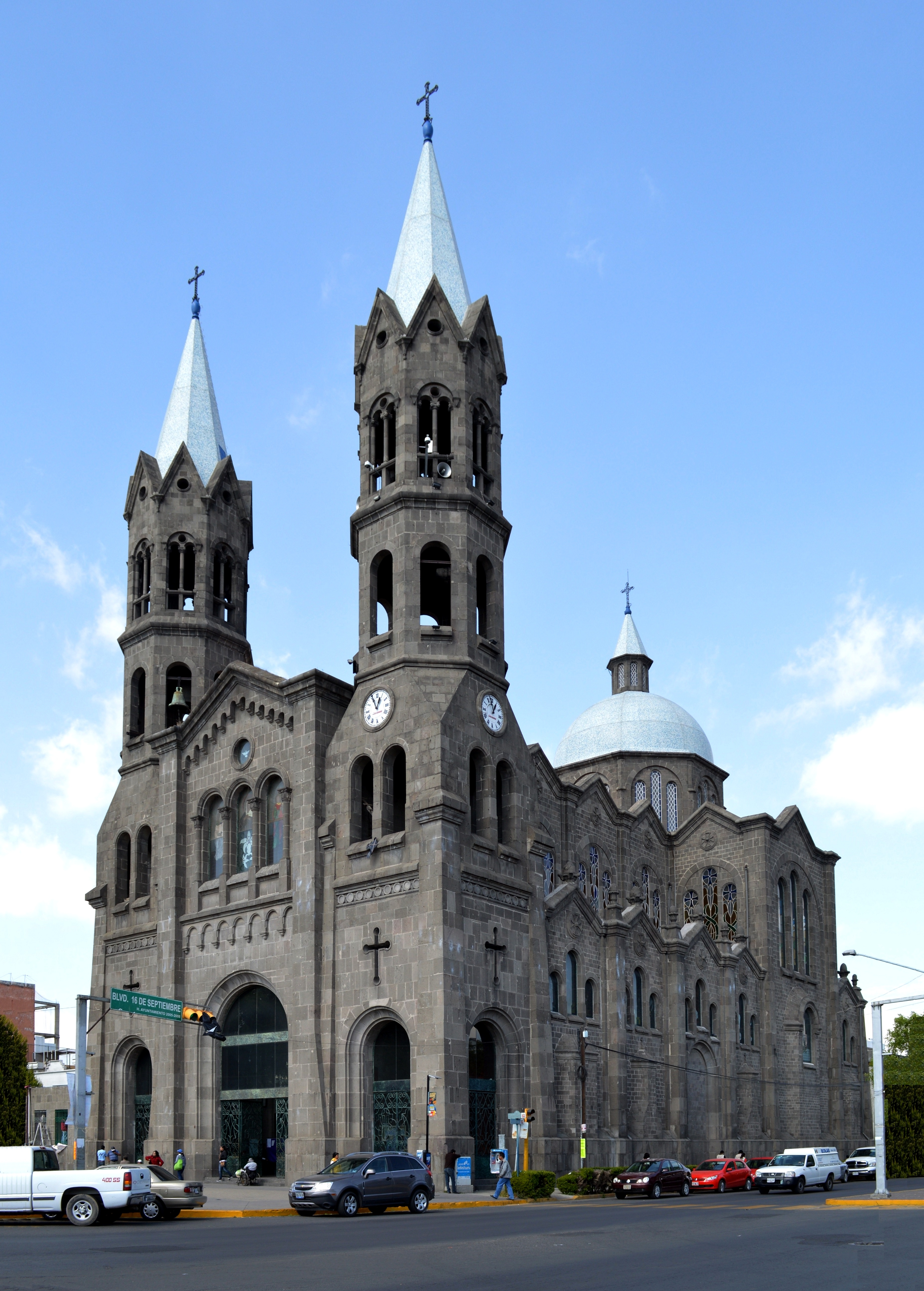
Außenansicht der Basilika

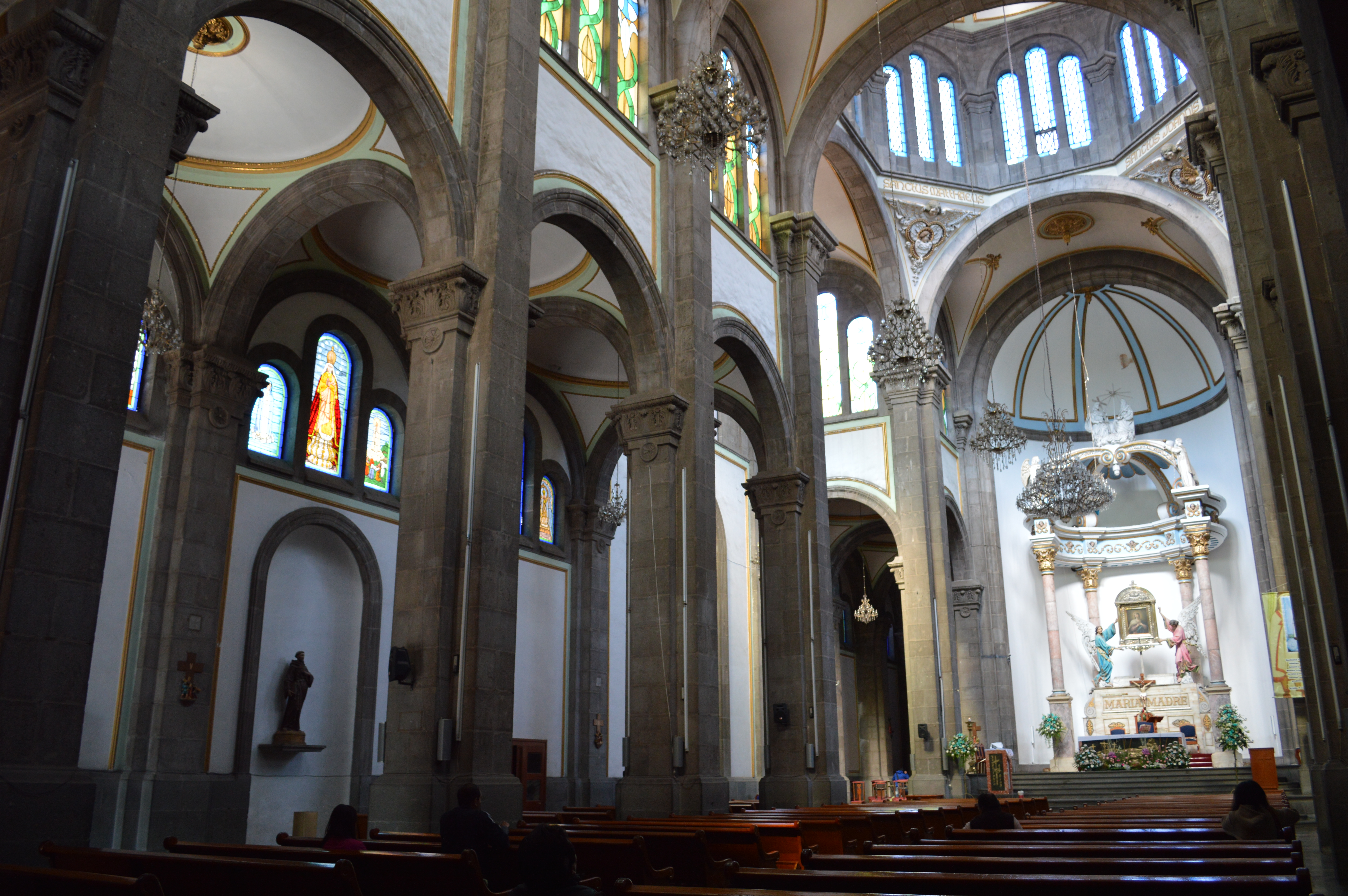
Innenraum

Die Basilika Unserer Lieben Frau der Barmherzigkeit (spanisch Basílica de Nuestra Señora de las Misericordias) ist eine römisch-katholische Kirche von Apizaco im mexikanischen Bundesstaat Tlaxcala. Die Basilica minor des Bistums Tlaxcala wurde Mitte des 20. Jahrhunderts im Stil des Historismus errichtet.

## Geschichte
Die Stadt Apizaco entstand in den 1860er Jahren aus einer Siedlung für den Eisenbahnbau. Die heutige Kirche wurde in den 1930er Jahren vom Pfarrer Adolfo Sebastián entworfen und zunächst unter Leitung von Miguel Pardo errichtet. Der Bau konnte Dezember 1961 von Rodolfo Zenteno unter Pater Marcial Aguilar González abgeschlossen werden, die Widmung erfolgte an die Mutter der Barmherzigkeit. Papst Paul VI. erhob am 5. Dezember 1963 die Kirche in den Rang einer Basilica minor, die feierliche Verkündigung erfolgte am folgenden Patronatsfest am 12. Mai 1964.

## Beschreibung
Die dreischiffige Basilika wurde historistisch ausgeführt, trotz Beschreibungen als neugotischer Kirche sind die Bögen rund ausgeführt. Die Kirche besitzt ein 10,5 Meter breites Mittelschiff mit einem in fünf Joche gegliederten, 19 Meter hohen Tonnengewölbe, die Kuppelgewölbe der nur halb so breiten Seitenschiffe sind nur 10,5 Meter hoch. Die Vierungskuppel ragt über dem Tambour 35,5 Meter bis in die Laterne hoch, die Türme der Doppelturmfassade erreichen 50 Meter. Die Pilaster und die inneren Bögen sind steinverkleidet, von der verputzten Decke des Tonnengewölbes öffnen sich Stichkappen zu den Buntglasfenstern. Der mit einer runden Apsis abgeschlossene Altarraum ist mit einem Altar aus Carrara-Marmor ausgestattet. Über ihm erhebt sich ein 12,5 Meter hohes Ziborium mit Säulen aus Tepeaca-Marmor.